# Orpierre
Orpierre je naselje in občina v jugovzhodnem francoskem departmaju Hautes-Alpes regije Provansa-Alpe-Azurna obala. Leta 2006 je naselje imelo 318 prebivalcev.

## Geografija
Kraj leži v pokrajini Daufineji 60 km jugozahodno od središča departmaja Gapa.

## Administracija
Orpierre je sedež istoimenskega kantona, v katerega so poleg njegove vključene še občine Étoile-Saint-Cyrice, Lagrand, Nossage-et-Bénévent, Sainte-Colombe, Saléon in Trescléoux z 957 prebivalci.
Kanton je sestavni del okrožja Gap.